# Julio Rodríguez Fernández (químico)
Julio Rodríguez Fernández (León, 10 de mayo de 1939-Pescala, Italia, 8 de enero de 2005) fue catedrático de Química Inorgánica y rector de la Universidad de Oviedo desde el año 1996 hasta el 2000. 

## Biografía
Nació en Ponferrada, León, el 10 de mayo de 1939. Estudió en Oviedo el Bachillerato de Ciencias Químicas. 
Su trayectoria docente se inicia en 1963 como profesor ayudante cuando aún no se había licenciado. Finalizó la carrera en la Facultad de Ciencias de la Universidad de Oviedo en 1964, doctorándose en 1970 en la misma Universidad. 
Posteriormente se convirtió en profesor adjunto, agregado interino y titular en la Facultad de Química, doctor y finalmente catedrático de la especialidad en 1991, por la Universidad Nacional de Educación a Distancia y por la de Oviedo. Fue vicedecano de la Facultad de Ciencias, secretario y luego decano de la de Químicas desde 1984 a 1988. Ocupó el cargo de vicerrector de Extensión Universitaria y de Estudiantes desde 1988 a 1996. También fue miembro del Consejo Social de la Universidad de Oviedo desde su creación. 
Lideró el rectorado de la Universidad de Oviedo desde 1996, hasta que en mayo del año 2000 fue derrotado en las elecciones rectorales. Durante su mandato, respaldó la ampliación del campus científico-tecnológico de Mieres y acometió un plan pionero para la estabilización del profesorado.
Durante varios años simultaneó la docencia e investigación con la actividad empresarial. 
Es autor de más de un centenar de publicaciones en revistas científicas y de un número superior de comunicaciones en congresos. 
Tras dejar el rectorado en 2000, presidió la Asociación de Catedráticos de la Universidad de Oviedo. Vázquez destacó la “gran virtud de trabajo, ilusión y empeño por la Universidad asturiana” de Julio Rodríguez, y anunció la declaración de varias jornadas de luto en esta institución académica.
Falleció el sábado 8 de enero de 2005 en Pescara, Italia, a los 65 años a causa de una enfermedad.